# Enquire
ENQUIRE fue un proyecto de software escrito en la segunda mitad de 1980 por Tim Berners-Lee, quien posteriormente crearía el World Wide Web en 1989. ENQUIRE tenía algunas ideas iguales al Web, como por ejemplo la web semántica. Sin embargo, tenía bastantes diferencias, como por ejemplo, que no estaba pensado para destinarse al público. ENQUIRE estaba escrito en el lenguaje de programación Pascal, implementado en hardware de Norsk Data.
Según el propio Berners-Lee, el nombre procedía de una novela titulada Enquire Within Upon Everything, en español "Preguntando de Todo Sobre Todo".

## Características
Más que a un sitio web, ENQUIRE se asimilaba al actual concepto de una wiki:
- Contaba con una base de datos sobre la que se trabajaba.
- Presentaba hipervínculos bidireccionales, asimilable al concepto de Lo que enlaza aquí de Wikipedia y MediaWiki.
- Permitía una edición directa del servidor, tal y como sucede con los wikis, CMS o los blogs.
- Sencillez de manejo, en especial en la hipervinculación.